# Тоцький Іван Никифорович
То́цький Іва́н Ники́форович — видатний педагог, ректор Мелітопольського державного педагогічного інституту (МДПІ) з 1978 року по 1995 рік.

## Робота в інституті
Наприкінці березня 1978 року Тоцький І. Н. став новим ректором МДПІ. Він сприяв розвитку капітального будівництва корпусів університету. До корпусу № 1 прибудували приміщення, де невдовзі було створено зоологічний музей. У короткі строки було збудовано 9-поверхові гуртожитоки № 1 і № 2. У 1978 році поблизу головного корпусу збудовано їдальню на 140 місць. На вул. Чкалова були зведені будинки-котеджі для працівників інституту, приміщення для бібліотеки. На агробіостанції збудовано корпус кафедри методики біології, також нові будівлі з'явилися на біостанції в Алтагірі.
За час його ректорства значно збільшилася частка викладачів з науковими ступенями. У 1979 році на 13 кафедрах та предметних комісіях працював 101 викладач, серед яких 47 мали дипломи кандидатів, а 2 — докторів наук. Це позначилося на науковій та науково-методичній продукції МДПІ.
В інституті було організовано лабораторію соціологічних досліджень.
У 1980 році інститут відсвяткував своє 50-річчя. З нагоди свята колектив інституту був нагороджений Почесною грамотою Президії Верховної Ради України.
У 1981 році інститут став переможцем в всесоюзному соціалістичному змаганні серед педагогічних вузів СРСР і був нагороджений Почесним прапором.
На життя інституту позначилася загальна демократизація суспільства. До складу ради вузу і рад факультетів у 1987 році вводяться студенти, яких висунули на профспілково-комсомольських зборах.
За ініціативи Тоцький І. Н. в інституті було скасовано кураторство — закріплення викладачів для опікування академічними студентськими групами.
У 1985 році до МДПІ із Запоріжжя було переведено музично-педагогічний факультет. Концерти МДПІ стають загальноміською подією. У 1986 році було створено духовий оркестр інституту.
У травні 1991 року в інституті було відкрито набір на нову спеціальність «хімія та інформатика». Одночасно створюється кафедра інформатики та обчислювальної техніки. Наступного року у ВНЗ відкрилися спеціальності «педагогіка та психологія», «іноземна мова та українська мова і література», «хімія», «фізкультура», «педагогіка», й «дошкільна психологія». У 1994 році «географія та екологія».

## Робота в ліцеї
Тоцький І. Н. став директором обласного педагогічного ліцею «Творчість» при МДПІ. Навчання орієнтувало ліцеїстів на вступ до певного факультету МДПІ.  Ліцей можна назвати «школою відкритих можливостей». «Відкритою» для вчителів, учнів, батьків. «Можливостей» для більш повного задоволення творчих, інтелектуальних, моральних потреб вихованців і педагогів.

## Останні роки життя
У 1995 році Тоцький І. Н. помер. Після його смерті інститут очолив І. П. Аносов, а ліцей — Тоцький В. І.

## Наукові праці

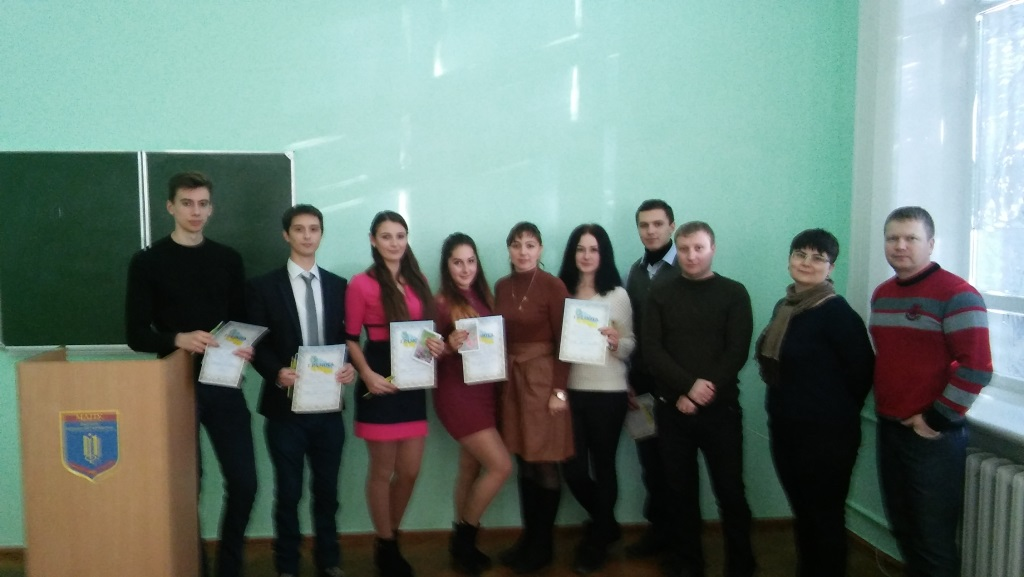
Переможці конкурсу ім.І.Тоцького у 2017 році

Нові підходи до філології у вищій школі: Матеріали всеукр. міжвід. наук. конф.: Тези доповідей 16-18 вересня 1992 року/ І. Н. Тоцький (ред.). — Мелітополь, 1992. — 85 с.

## Пам'ять
На честь науковця у Мелітопольському державному педагогічному університеті імені Богдана Хмельницького на Факультеті інформатики і математики з 2014 року запроваджено конкурс наукових робіт серед студентів. Кожного року серед талановитої молоді обирають найкращих для нагородження грамотами за наукову діяльність.